# HK Acroni Jesenice
HK Acroni Jesenice var ett slovenskt ishockeylag från staden Jesenice, som dominerade jugoslavisk klubblagsishockey i många år. Laget gick i konkurs och upplöstes i september 2012. Juniorverksamheten övergick då i klubben HD Mladi Jesenice. Från säsongen 2006/2007 till konkursen 2012 spelade laget både i den österrikiska ligan EBEL (Erste Bank Eishockey Liga) och i den inhemska slovenska ligan. Då dessa serier krockade med varandra var det dock oftast ett b-lag som spelade i den slovenska ligan. Klubben grundades 1948 var rekordmästare i den före detta jugoslaviska ligan med 23 mästartitlar. Laget vann dessutom den slovenska ligan åtta gånger. Namnet Acroni kom från stadens stålverk som var starkt förknippat med klubben.

## Kända spelare
- Anže Kopitar

### Fotnoter
1. ↑  ”Slovenia” (på engelska). Hockey Hall of Fame. http://www.legendsofhockey.net/IZone/izone.country.info.do;jsessionid=DDAD2DB08FFCEAED8EF82D939DD1BE17?co=SLO. Läst 4 april 2017.